# Памятник Мандрикову

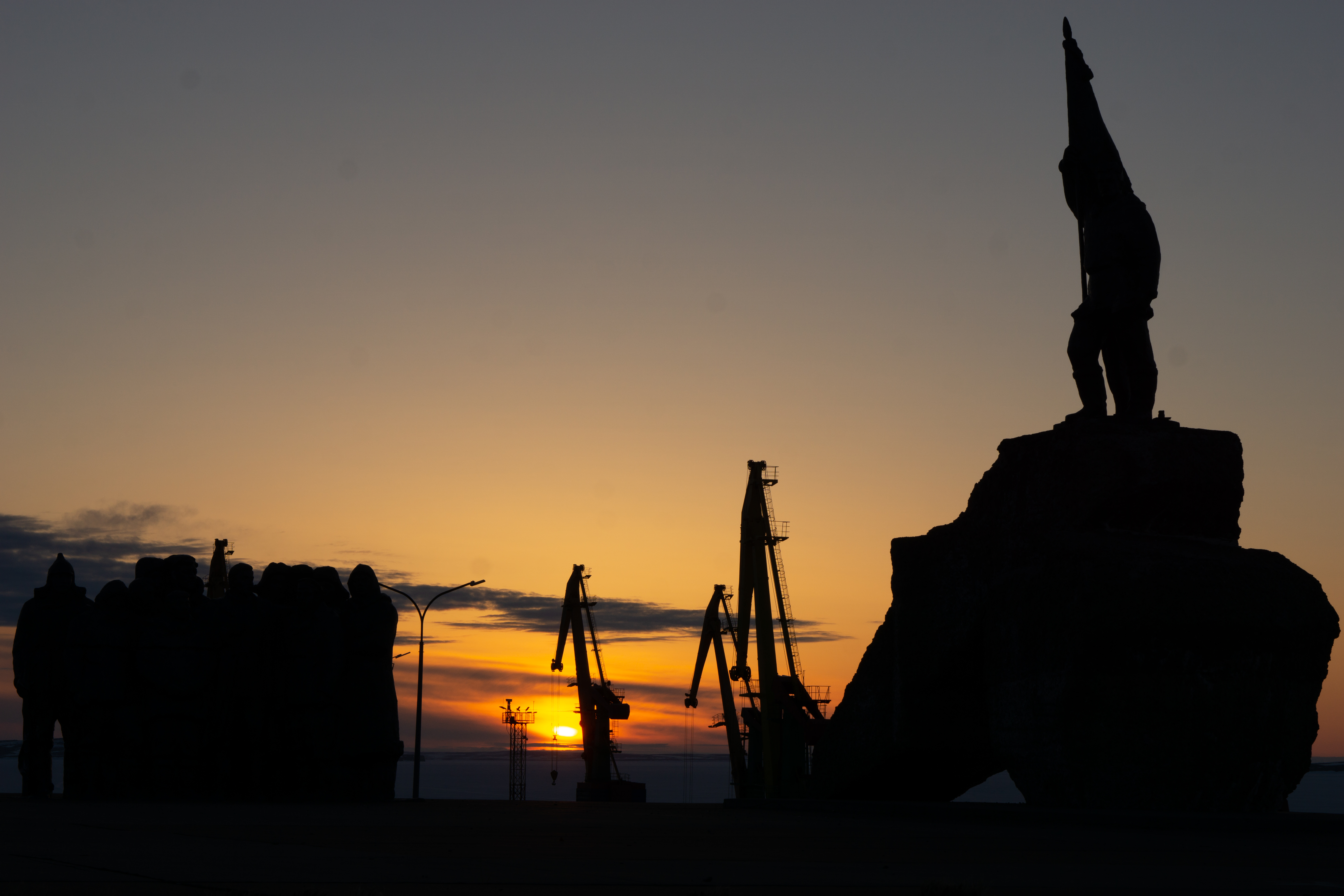
Памятник Мандрикову.

Памятник Мандрикову Михайлу Сергеевичу, первому ревкому Чукотки. Установлен в 1980 году на берегу Анадырского лимана в Анадыре.
Первую революционную группу в Анадыре организовали Михаил Мандриков и Август Берзинь, приехавшие на Чукотку в сентябре (по другим данным — в августе) 1919 года на пароходе «Томск». 16 декабря того же года в результате бескровного захвата власти они учредили Анадырский уездный революционный комитет (Ревком), председателем которого стал Мандриков М. С.. Первый орган Советской власти продержался всего 47 дней. 31 января 1920 года в результате контрреволюционного переворота члены Ревкома были арестованы, а через два дня расстреляны на льду р. Казачка выстрелами в спину во время конвоирования в арестный дом. Мемориал « Первый Ревком Чукотки» состоит из: железной скульптуры М. С. Мандрикову, железной скульптуры группы людей разной национальности с оружием в руках и мраморной плиты с высеченными именами тех кто устанавливал Советскую власть на Чукотке.